# Longfield
Longfield är en ort i civil parish Longfield and New Barn, i distriktet Dartford, i Storbritannien. Den ligger i grevskapet Kent och riksdelen England, i den sydöstra delen av landet, 30 km öster om huvudstaden London. Longfield ligger 58 meter över havet och antalet invånare är 16 808.
Terrängen runt Longfield är lite kuperad, och sluttar norrut. Runt Longfield är det tätbefolkat, med 819 invånare per kvadratkilometer. Närmaste större samhälle är Bexley, 11,7 km väster om Longfield. Trakten runt Longfield består till största delen av jordbruksmark.